# Eric Lee Haney

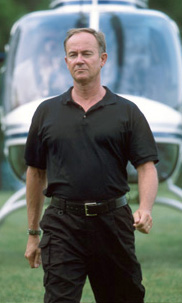
Eric Lee Haney, 2003

Eric L. Haney (* 1952 in Georgia) ist ein ehemaliger US-amerikanischer Elitesoldat und war ein Mitglied der Delta Force der ersten Stunde und zuletzt Command Sergeant Major der 193. Infantry Brigade.

## Leben
Haney schrieb sich 1970 bei der United States Army ein und war einer von zwölf Soldaten, die im Jahre 1978 das Training der Delta Force erfolgreich absolvierten. Bevor er für das Training ausgewählt wurde, war er Gruppenführer in einem Rangerbataillon. Er wurde 1978 ein Mitglied der US-amerikanischen Kommandoeinheit und diente dort acht Jahre.
Haney war unter anderem an der gescheiterten Operation Eagle Claw beteiligt und war im Rahmen der US-Invasion in Grenada eingesetzt. Während der Stationierung US-amerikanischer und französischer Truppen in Beirut bekämpfte er nach seinen Angaben Heckenschützen.
Heute ist er als Sicherheitsberater in Südamerika und dem Nahen Osten, unter anderem zum Schutz der saudischen Königsfamilie, im Einsatz.

## Inside Delta Force
Über seine Erfahrungen bei der Delta Force schrieb er das Buch Inside Delta Force, das in mehrere Sprachen übersetzt und von der US-amerikanischen Fernsehgesellschaft CBS unter dem Titel The Unit in einer 69-teiligen Fernsehserie verfilmt wurde. In seinem Buch zeichnet er ein Bild der Delta Force, das von dem makellosen Image abweicht, das sich die US Army gerne gibt. Sein Insiderbericht gewährt Einblick in die harte Ausbildung und riskanten Undercover-Einsätze gegen den internationalen Terrorismus. Er stellt außerdem auch die anfänglichen Schwächen der Organisation dar und berichtet über Verluste auch bei erfolgreichen Einsätzen.
Unter Veteranen der Delta Force ist Haney aufgrund seines Buches schlecht angesehen, da er den Kodex, nicht über die Einheit zu reden, verletzte und man bei ihm eher kommerzielle als zeitgeschichtliche Interessen vermutet, die ihn dazu brachten, sein Buch zu veröffentlichen.

## Werke
- Delta Force. Im Einsatz gegen den Terror. (2003). (Deutschsprachige Ausgabe) ISBN 3-442-152151
- Inside Delta Force: The Story of America's Elite Counterterrorist Unit. (2002). ISBN 0385339364
- Beyond Shock and Awe: Warfare in the 21st Century. ISBN 042521382X

| Personendaten    | Personendaten                                       |
| ---------------- | --------------------------------------------------- |
| NAME             | Haney, Eric Lee                                     |
| ALTERNATIVNAMEN  | Haney, Eric L.                                      |
| KURZBESCHREIBUNG | US-amerikanischer Militär, Mitglied der Delta Force |
| GEBURTSDATUM     | 1952                                                |
| GEBURTSORT       | Georgia, Vereinigte Staaten                         |